# NGC 4084
NGC 4084 је галаксија у сазвежђу Береникина коса која се налази на NGC листи објеката дубоког неба.
Деклинација објекта је + 21° 12' 54" а ректасцензија 12h 5m 15,3s. Привидна величина (магнитуда) објекта NGC 4084 износи 14,5 а фотографска магнитуда 15,5. NGC 4084 је још познат и под ознакама MCG 4-29-14, CGCG 128-17, PGC 38272.